# Eurychoria pia
Eurychoria pia är en fjärilsart som beskrevs av Reginald James West 1929. 
Eurychoria pia ingår i släktet Eurychoria och familjen mätare. Inga underarter finns listade i Catalogue of Life.